# BYD e6
Pour les articles homonymes, voir E6.
La BYD e6 est un modèle d'automobile électrique conçue par le constructeur automobile chinois BYD. Dévoilée en 2008, elle équipe certaines compagnies de taxi. Elle dispose d'une autonomie de 200 km selon le constructeur. Les tests du véhicule ont commencé en mai 2010 avec 40 unités opérant en tant que taxis dans la ville de Shenzhen. Les ventes au public ont commencé à Shenzhen le 26 octobre 2011. Depuis, l’e6 a été vendue à 51 577 exemplaires en Chine.

## Marchés

### Chine

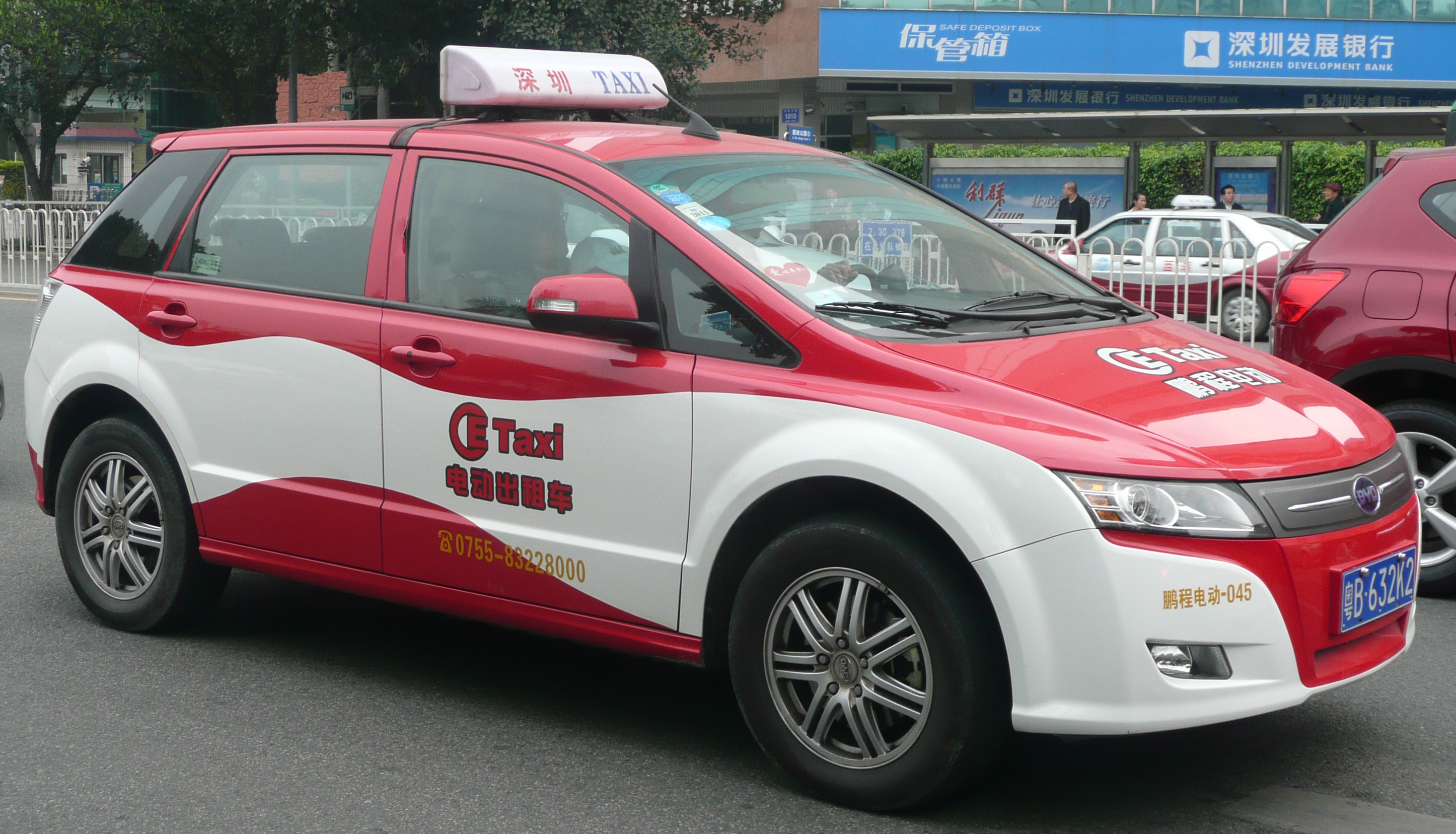
BYD e6 servant de taxi à Shenzhen, en Chine.

En avril 2011, une année après le commencement des tests, BYD annonce que sa flotte de 40 taxis e6 a accumulé un total de 2 780 000km. Les taxis électriques se rechargent en 60 à 120 minutes avec une recharge rapide et ne semblent pas subir une détérioration de l'autonomie, ce qui, selon BYD, « prouve les prouesses technologiques de la batterie Ion-Fer-Phosphate ». BYD a aussi annoncé que 250 e6 seront livrées à l'Université Internationale de Shenzhen avant août 2011. En juin 2011 BYD annonce que sa flotte de taxi a dépassé les 3 000 000 km au compteur.
En octobre 2011 BYD commence les ventes auprès des citoyens de Shenzhen au prix de 369 800 RMB (~54 000 €) avant les subventions gouvernementales. En comptant les subventions le prix chute à 249 800 RMB (~36 000 €). 401 unités sont vendues en 2011, 1690 en 2012 et 1544 en 2013. Jusqu’ici, un total de 7 228 exemplaires a été vendu en Chine.
Au début de 2013, BYD fournit 500 e6 à la police municipale de Shenzhen, s’ajoutant aux 300 taxis déjà présents dans la ville avec 18.6 millions de kilométrage total.
45 unités de BYD e6 sont livrées à Hong Kong, suivant l’annonce de M. Wang Chuanfu, PDG de BYD, lors d’une conférence de presse du projet « BYD Electrified Transportation Solution », qui vise à réduire le rejet de CO2 de la ville de 56%.
En mai 2014, Hongming Zhang, maire de Hangzhou, passe une commande historique de 1000 BYD e6 afin de réduire les niveaux de pollution de la ville. 500 modèles sont prévus à la livraison en 2014.

### Colombie
La première flotte de taxis électriques du pays est équipée de BYD e6 et a été lancée au début de l’année 2013 à Bogota, après avoir reçu l’accord du Ministère des Transports, dans l’effort d’améliorer la qualité d’air locale et donner un exemple aux autres villes dans la course à l’énergie verte. En septembre 2013, 46 taxis e6 ont été livrés au total.

### Costa Rica
En janvier 2013 le représentant local de BYD a signé un accord avec le Ministère de l’Environnement et Technologie du Costa Rica afin de déployer 200 BYD e6 en tant que « taxis verts ». Ces voitures seront exemptées des frais d’importation et le gouvernement a décidé de déployer des stations de recharge dans quelques points stratégiques de la ville de San José, la capitale. Depuis mai 2013, l’e6 est disponible à la vente en tant que taxi uniquement.

### Pays-Bas
En juin 2011, BYD et la ville de Rotterdam signent un accord sur un nombre inconnu de BYD e6 qui seront utilisées en tant que taxis. Cet accord fait partie du projet « 75-EV-RO », dans lequel la ville s’engage d’acquérir 75 véhicules d’énergie alternative. En décembre 2013, le Rotterdam Taxi Centre, un des plus grands opérateurs de taxi du pays, met deux e6 en service après une période d’essai réussie. Une année plus tard, en décembre 2014, RTC complète sa flotte avec 22 BYD e6 supplémentaires.

### Belgique

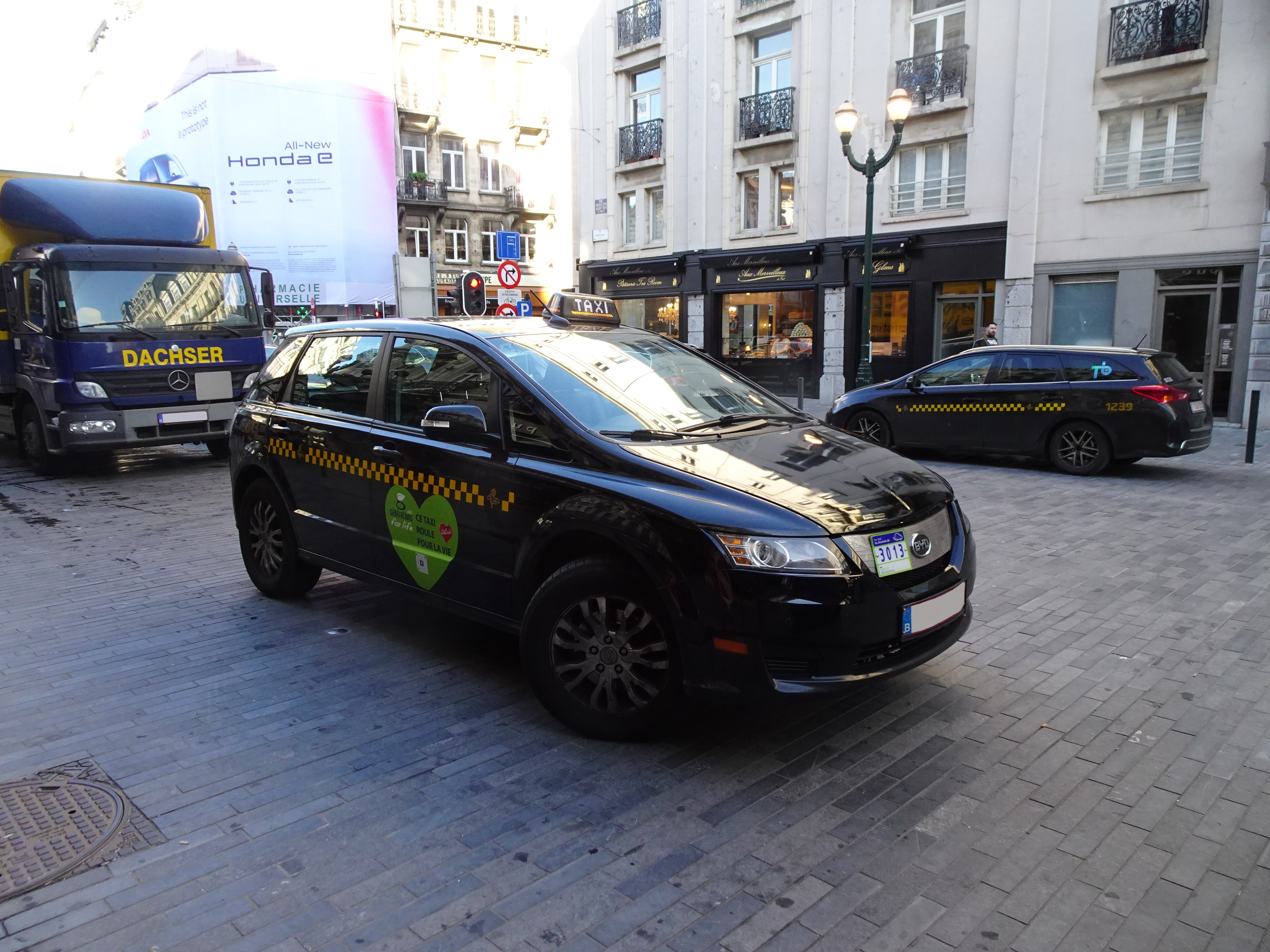
BYD e6 taxi à Bruxelles, en Belgique.

En octobre 2014, 35 BYD e6 sont vendues à une flotte de taxi de Bruxelles.

### Royaume-Uni
BYD signe un accord avec Green Tomato Cars, la seconde plus grande compagnie de taxi de la ville de Londres, pour livrer 50 unités d’e6 dans le second trimestre de 2013. En février 2014, Green Tomato Cars annonce que l’accord est annulé. BYD livre tout de même 20 voitures à la firme Thriev.

### Espagne
BYD a commercialisé l'E6 en Espagne.

### États-Unis

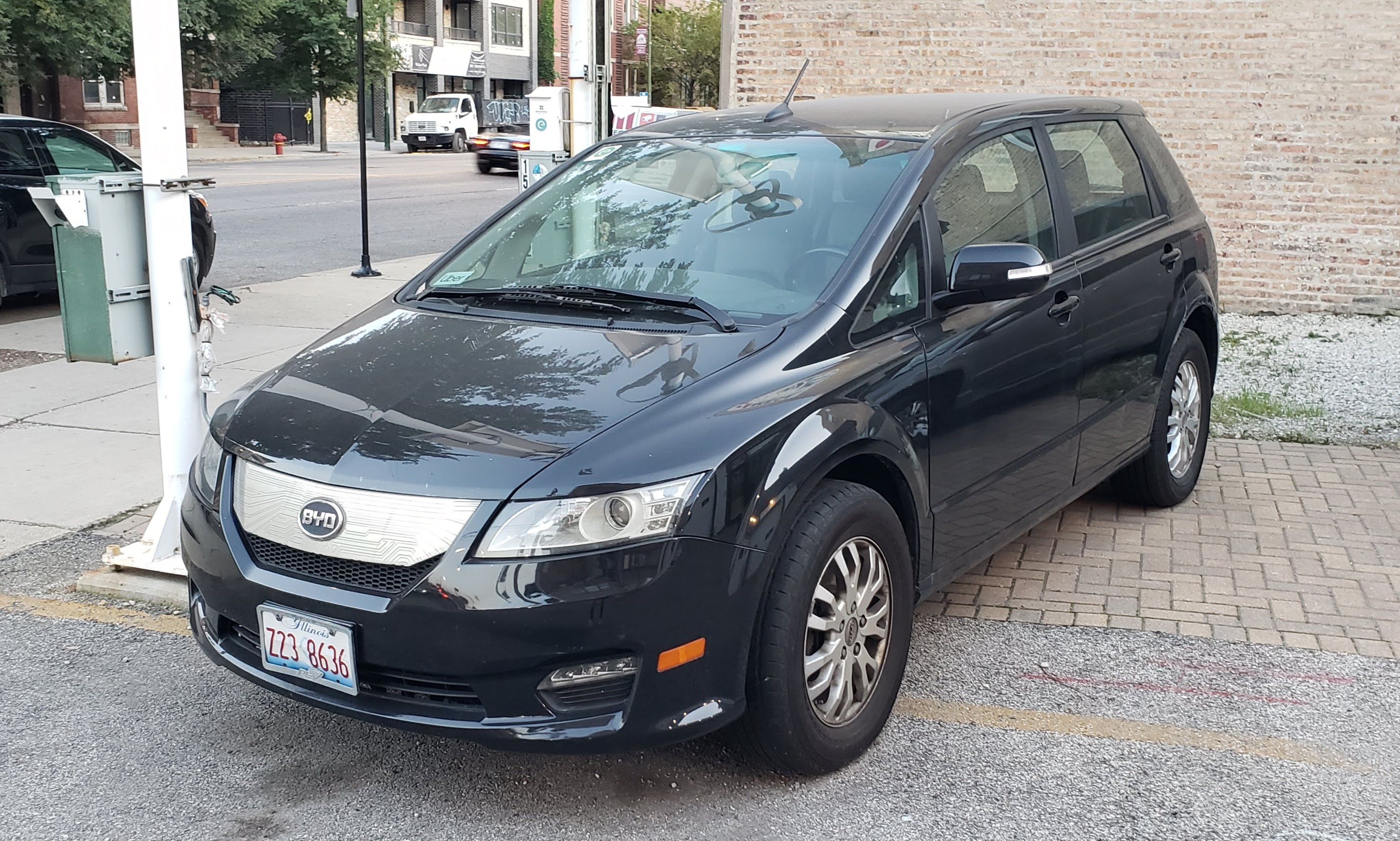
BYD e6 Uber à Chicago, aux États-Unis.

En 2009 BYD indique que l’e6 sera disponible aux États-Unis en 2010 à un prix juste au-dessus de 40 000 $, et pense débuter en Californie du Sud. En octobre 2010 BYD annonce que les ventes seront retardées et commenceront en 2011. En décembre 2010 le constructeur annonce vouloir envoyer 50 e6 à la fin de 2011 aux flottes de taxi et aux municipalités de Californie du Sud. Le prix sera fixé à 35 000$ avant les subventions. En octobre 2011, BYD ouvre son quartier général à Los Angeles, et annonce que les ventes ne commenceront que dans 18 mois, à cause d’un manque d’infrastructures de chargement.
En mars 2015, BYD signe un accord Uber, pour louer 25 BYD e6 au prix de 200$ par semaine à sa flotte de taxis à Chicago.

### Taiwan
BYD Taiwan, une co-entreprise de BYD Hong Kong et Taiwan Solar Energy Co., dit avoir reçu une commande pour plus de 1500 e6, qui seront livrées dans le premier trimestre de 2014. L’entreprise annonce avoir engagé un constructeur local pour assembler les e6 au Taiwan afin de faciliter le processus de réglementation.